# Ethernet Ring Protection Switching
Ethernet Ring Protection Switching（ERPS、イーサネット・リング・プロテクション・スイッチング）は、ITU-T勧告G.8032に基づくイーサネットのリングトポロジのルーティングプロトコルである。リングトポロジにおいてループが形成されないように1つのリンクを閉塞し、障害発生・復旧時には50ミリ秒以下で閉塞を解除して通信の継続性を提供する。G.8032v1はシングルリングトポロジに、G.8032v2はマルチリング・ラダートポロジに対応している。

## 概要
ERPSは、イーサネット層リングの保護スイッチングメカニズムとプロトコルを規定している。イーサネットリングは，リンク数が少ないため，より経済的に広域の多地点接続が可能である。本勧告で規定されているメカニズムとプロトコルは，ネットワークの運用やサービスの可用性に致命的な影響を与えるループの形成を防止し、かつ、信頼性の高い安定した保護を実現する。
各イーサネットリングノードは、各ノードの独立した2つのリンクを使用して、同じイーサネットリングに参加している隣接するイーサネットリングノードに接続される。リングリンクは、2つの隣接するイーサネットリングノードによって囲まれており、リングリンク用のポートをリングポートと呼ぶ。1つのイーサネットリングにおけるイーサネットリングノードの最小数は3である。
このリング保護スイッチングアーキテクチャの基本は、以下の2つである。
1. ループ回避の原則。
2. イーサネットフロー転送機能(ETH_FF)で定義された学習、転送、フィルタリング・データベース(FDB)メカニズムの利用。

イーサネットリングのループ回避は、常にリング上の1つのリングリンクにトラフィックが流れないことを保証することで実現する。この特別なリンクをRPL(Ring Protection Link)と呼び、通常の状態では閉塞され、サービストラフィックには使用されない。指定された1つのイーサネットリングノード（RPLオーナーノード）は、RPLの一方の端でトラフィックを閉塞する。イーサネットリングに障害が発生した場合、RPLオーナーノードは、RPLの端の閉塞を解除して、RPLをトラフィックに使用できるようにする（RPLに障害が発生した場合を除く）。RPLに隣接するもう1つのイーサネットリングノード（RPL隣接ノード）も、RPLの端の閉塞・閉塞解除を行う。
イーサネットリングに障害が発生した場合、トラフィックの保護スイッチングが行われる。これは、全てのイーサネットリングノード上のETH_FF機能の制御下で実現される。リング上の保護動作を調整するためにEAPSプロトコルが使用される。

### G.8032v2
G.8032バージョン2では、以下のような機能が追加された。
- マルチリングやラダーネットワークへの対応
- スイッチの原因となっている状態が解消された後の復帰/非復帰モード
- 管理用コマンド。特定のリングポートを閉塞するための強制切替(force switch, FS)、手動切替(manual switch, MS)
- フラッシュFDB（フィルタリング・データベース）ロジックにより、リング内でのフラッシュFDBの操作を大幅に削減
- 1つのリング上で複数のERPインスタンスに対応

## 動作原理

### G.8032v1
ERPSでは、RPLオーナーノード(RPL Owner Node)と呼ばれるノードがリング中に1つあり、イーサネットトラフィックにループが形成されないように、2つあるポートのうちの1つを閉塞する。RPLオーナーノードによって閉塞されたリンクは、リングプロテクションリンク(Ring Protection Link, RPL)と呼ばれる。RPLの対向側にあるノードは、RPL隣接ノード(RPL Neighbor Node)と呼ばれる。RPL隣接ノードは、R-APS制御メッセージを受信してRPLリンクのオン/オフを切り替える。
リング上で障害が発生すると、障害が発生したリンクに隣接するノードは、障害が発生したリンクに面したポートを閉塞した後、両方向にR-APS(SF)(R-APS signal fail)メッセージを送信する。このメッセージを受信したRPLオーナーは、RPLポートの閉塞を解除する。すなわち、シングルリング上でリンク障害が発生した状態では、リング上には閉塞されたポートがなくなる。
障害が発生したリンクが復旧したとき、復旧したリンクに隣接するノードがR-APS(NR)(R-APS no request)メッセージを送信する。このメッセージを受信したRPLオーナーは、RPLポートを閉塞した後、R-APS(NR,RB)(R-APS no request, RPL blocked)メッセージを送信する。これにより、リング内のRPLオーナー以外の他のノードは、全てのポートの閉塞を解除する。
このプロトコルは、リングトポロジにおける一方向性障害や複数のリンク障害にも対応できる堅牢性を備えている。このプロトコルには、現場でのメンテナンス時に使用される強制切替(force switch, FS)や手動切替(manual switch, MS)のメカニズムも含まれている。